# Julius Jolly (Indologe)

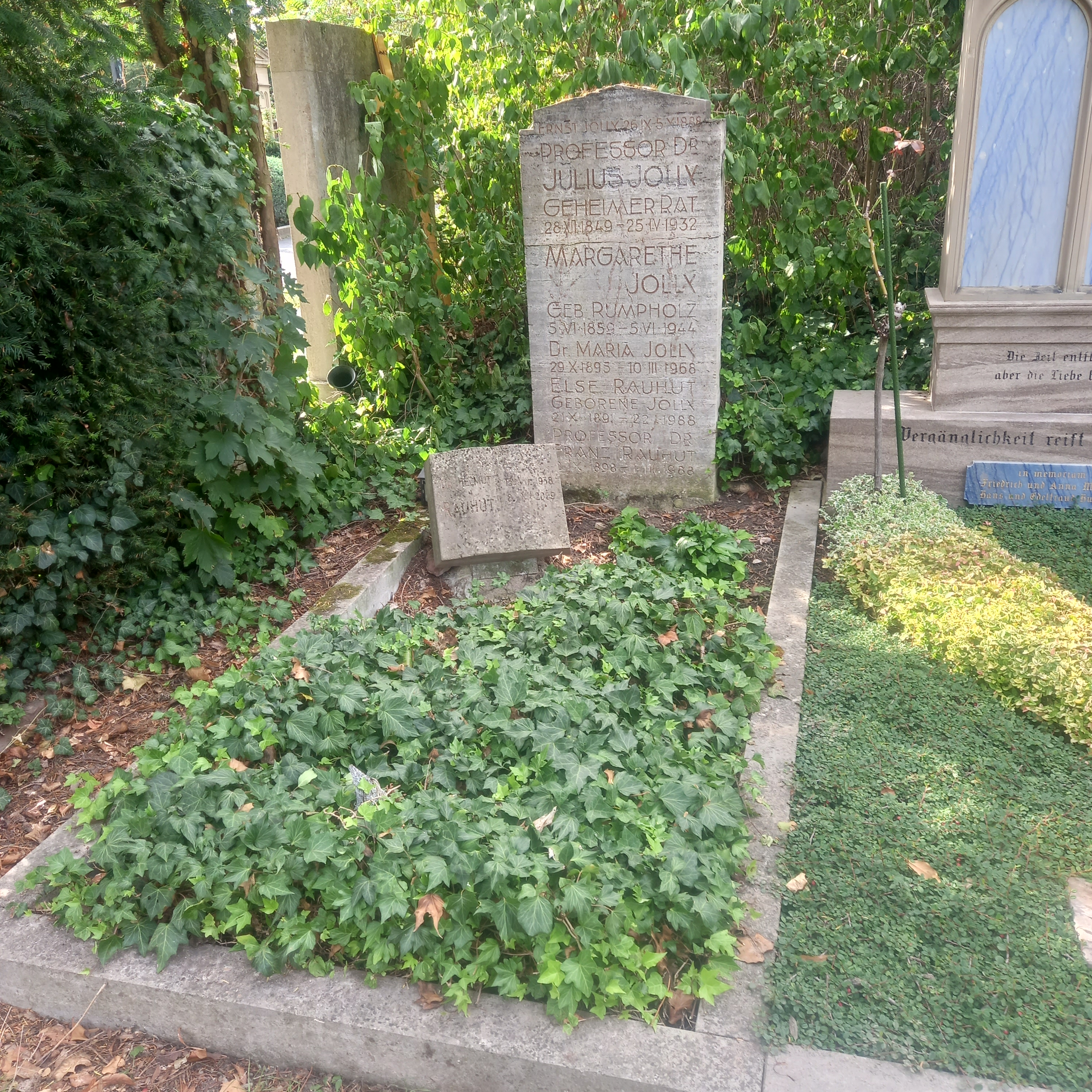
Das Grab von Julius Jolly und seiner Ehefrau Margarete geborene Rumpholz im Familiengrab auf dem Hauptfriedhof Würzburg

Julius Jolly (* 28. Dezember 1849 in Heidelberg; † 25. April 1932 in Würzburg) war ein deutscher Indologe. Sein Forschungsschwerpunkt lag vor allem auf Übersetzungen aus dem Bereich der altindischen Medizin und des altindischen Rechts.

## Leben
Julius Jolly war der Sohn des Physikers Philipp von Jolly, Neffe des badischen Staatsministers Julius Jolly sowie Bruder von Friedrich Jolly, Professor für Psychiatrie in Straßburg, und Ludwig von Jolly, Professor für Verwaltungsrecht in Tübingen.
Er studierte zunächst 1867/68 sprachvergleichende Studien in München, später Iranistik und Sanskrit in Berlin und Leipzig. 1871 wurde er in München mit einer Arbeit über „Die Moduslehre in den altiranischen Dialekten“ promoviert, 1872 in Würzburg habilitiert. Dort war er seit 1877 außerordentlicher, ab 1886 ordentlicher Professor für vergleichende Sprachwissenschaften und Sanskrit. 1909/1910 war er Rektor der Universität. Während eines Indienaufenthaltes 1882/1883 war er Tagore-Professor of Law in Kalkutta. 1920 wurde er emeritiert. Seit 1922 war er Mitherausgeber des Journal of Indian History. Er hatte Ehrendoktortitel der Universitäten Göttingen (1901) und Oxford inne. 1904 wurde er zum korrespondierenden Mitglied der Göttinger Akademie der Wissenschaften gewählt.
Jolly war Alter Herr des Klassisch-Philologischen Vereins Leipzig im Naumburger Kartellverband.

## Veröffentlichungen (Auswahl)
- Schulgrammatik und Sprachwissenschaft

- Recht und Sitte einschliesslich der einheimischen Litteratur (= Grundriß der indo-arischen Philologie und Altertumskunde, Bd. 2,8). Trübner, Strassburg 1896.

- Medicin (= Grundriß der indo-arischen Philologie und Altertumskunde, Bd. 3,10). Trübner, Strassburg 1901.

- Kleine Schriften. Hrsg. von Heidrun Brückner und Ingo Strauch. Zwei Bände (= Veröffentlichungen der Hellmuth-von-Glasenapp-Stiftung, Bd. 38). Harrassowitz, Wiesbaden 2012, ISBN 978-3-447-06817-8.